# 다케야 마코토
다케야 마코토(일본어: 竹谷 睦, 1977년 7월 27일 ~ )는 일본의 전 축구 선수이다.

## 구단 경력
과거 미토 홀리호크에서 활동하였다.